# 瑞典海軍
瑞典海军（瑞典語：Svenska marinen），是瑞典国防军中的海军。其主要由舰队 (瑞典語：Flottan)和两栖部队 (瑞典語：Amfibiekåren)构成。
瑞典海军舰艇名以HMS作为前缀，为瑞典语Hans/Hennes Majestäts Skepp陛下之舰的缩写。在英语中为和英国皇家海军区分，有时会更改为HSwMS，意为瑞典陛下之舰。
瑞典海军于1522年在古斯塔夫一世的领导下成立，是世界上历史最悠久的海军之一，到2022年已成立500周年。

## 组织
瑞典海军的最高指挥官是海军司令（瑞典語：Marinchef），该职位于2014年恢复设置。瑞典海军下属的组织结构为：

### 海军单位
- 第1潜艇舰队(1. ubflj)，驻军在卡尔斯克鲁纳
- 第3海战舰队(3. sjöstridsflj)，驻军在卡尔斯克鲁纳
- 第4海战舰队(4. sjöstridsflj)，驻军在贝尔加海军基地（英语：Berga Naval Base）和马斯科海军基地（英语：Muskö naval base）

### 两栖单位
- 斯德哥尔摩海军陆战团，又称第1海军陆战团(Amf 1)，驻军在贝尔加海军基地（英语：Berga Naval Base）[7]
- 艾尔夫斯堡海军陆战团，又称第4海军陆战团(Amf 4)，驻军在哥德堡[8]

### 海军基地
- 马斯科海军基地（英语：Muskö naval base），位于斯德哥尔摩群岛中的马斯科岛。2019年9月起为瑞典海军的总部。
- 卡尔斯克鲁纳海军基地，位于卡尔斯克鲁纳，在贝尔加、哥德堡和斯克雷兹维克设有分遣队。

### 训练单位
- 瑞典海战中心，位于卡尔斯克鲁纳

## 装备

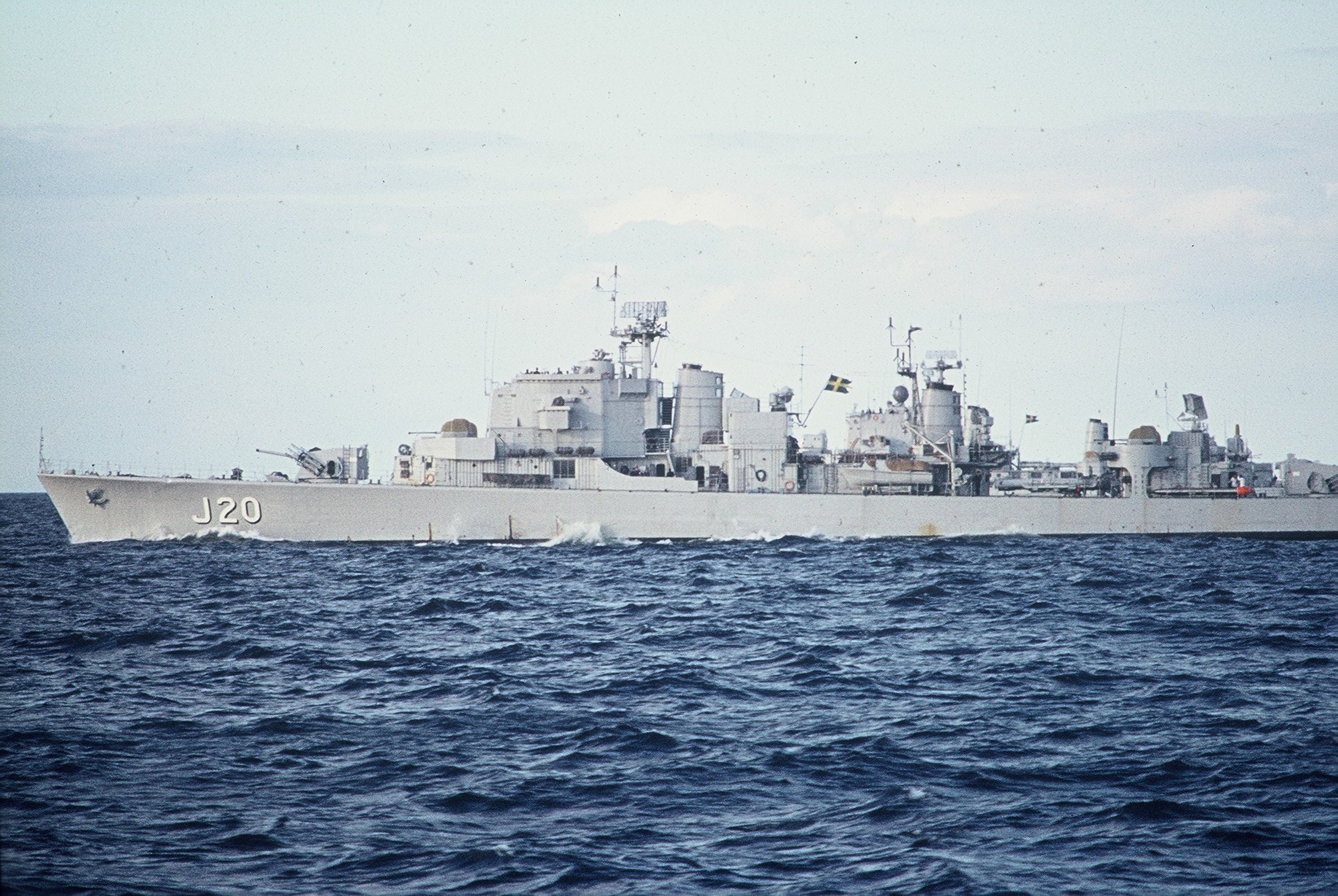
瑞典海军东约特兰号驱逐舰，1982年除役

在二战后，瑞典海军围绕着三艘轻型巡洋舰（Tre Kronor、Göta Lejon和Gotland）组建。在1960年代初期，提出了“海军60计划”（瑞典语：Marinplan 60），以废弃巡洋舰，并转向由小型船只构成的更大的舰队。瑞典海军最后一艘巡洋舰Göta Lejon于1970年出售给智利，在智利被更名为Almirante Latorre。当时的舰队包括大约24艘驱逐舰和巡防舰，用于水面战（主要在波罗的海）和反潜战。
瑞典海军早在1944年就开始进行导弹试验，当时是以回收的德国V-2火箭为基础的。舰队的主要武器是用于水面战的火炮和鱼雷以及用于反潜战的火箭助飞鱼雷。云雀II型直升机和Vertol 44直升机分别于于1950年代末和1960年代加入瑞典海军。直到1990年代独立的直升机联队成立，这支机队仍在运营。
1972年，瑞典政府决定在未来十年内退役所有驱逐舰和巡防舰。这项决定极大地限制了海军的续航能力，但当时认为使用较小的短程舰艇足以完成沿海和群岛的反舰任务。 在1980年代，这项决定被证明是错误的，在当时舰船和装备不足的情况下，反潜作战行动屡次失败。如今，瑞典海军最大的（水面）战斗舰是护卫舰，它结合了水面战、反潜战和扫雷战的功能，比1980年代的“预算舰队”具有更好的续航力和适航性。
自1980年代以来，瑞典水面战舰以瑞典城市命名，而潜艇以瑞典省份命名，而扫雷艇则以瑞典灯塔命名。水面舰艇多为小型，具有敏捷性和灵活性。例如斯德哥尔摩和哥德堡级护卫舰。海军目前正在服役新的、更大的维斯比级护卫舰。1996年，瑞典海军拥有了哥特兰级潜艇，其不依赖空气推进。
瑞典海军的两栖营围绕CB90攻击快艇组件。CB90攻击快艇是一种小型舰艇，可以搭载21名士兵在群岛进行快速运输和登陆。瑞典海军两栖部队还配备了更大的运输舰，但需要依靠陆军、海军和空军提供保护。
瑞典武装部队( Försvarsmakten ) 运营三种类型的直升机：北约直升机工业NH90直升机（18 架在役）、阿古斯特维斯特兰AW109直升机（20 架在役）和黑鹰直升机（15 架在役）。其中八架AW109 直升机经过改装，可在维斯比级护卫舰和巡逻舰卡尔斯克鲁纳号上起降，九架NH90直升机配备了用于反潜战的声纳和雷达。

### 潜艇
| 级别     | 照片 | 产地 | 舰名                   | 备注                 |
| -------- | ---- | ---- | ---------------------- | -------------------- |
| 哥特兰级 |      | 瑞典 | 哥特兰号乌普兰号哈兰号 | 其中两艘正在进行升级 |
| 南曼兰级 |      | 瑞典 | 南曼兰号东约特兰号     | 将被布萊金厄級取代   |

### 水面舰艇
| 级别             | 照片   | 产地   | 舰名                                             | 排水量   | 备注                  |        |
| 护卫舰           | 护卫舰 | 护卫舰 | 护卫舰                                           | 护卫舰   | 护卫舰                | 护卫舰 |
| ---------------- | ------ | ------ | ------------------------------------------------ | -------- | --------------------- | ------ |
| 哥德堡级         |        | 瑞典   | 耶夫勒号松兹瓦尔号                               | 380 吨   | 共建成4艘，2艘已退役  |        |
| 维斯比级         |        | 瑞典   | 维斯比号赫尔辛堡号海讷桑德号尼雪平号卡尔斯塔德号 | 640吨    |                       |        |
| 扫雷舰           |        |        |                                                  |          |                       |        |
| 科斯特级扫雷舰   |        | 瑞典   | 5艘现役                                          | 360 吨   | 共建成7艘，2艘已退役  |        |
| 斯蒂尔斯级扫雷舰 |        | 瑞典   | 4艘现役                                          | 205吨    |                       |        |
| 海洋巡逻舰       |        |        |                                                  |          |                       |        |
|                  |        | 瑞典   | 卡尔斯克鲁纳号                                   | 3,150 吨 | 前布雷舰              |        |
| 巡逻艇           |        |        |                                                  |          |                       |        |
| 斯德哥尔摩级     |        | 瑞典   | 斯德哥尔摩号马尔默号                             | 380 吨   | 从护卫舰降级          |        |
| 勇敢级           |        | 瑞典   | 11艘现役                                         | 62 吨    | 共建成12艘，1艘已退役 |        |
| 攻击快艇         |        |        |                                                  |          |                       |        |
| CB90级           |        | 瑞典   | 147艘现役                                        |          | 另有18艘订购          |        |

### 辅助船只
| 类型         | 照片 | 产地 | 舰名         | 排水量   | 备注     |
| ------------ | ---- | ---- | ------------ | -------- | -------- |
| 情报搜集船   |      | 波蘭 | 阿尔忒弥斯号 | 2,200吨  | 即将入役 |
| 指挥与支援舰 |      | 芬兰 | 特罗索号     | 2,140 吨 |          |
| 潜艇救援船   |      | 荷蘭 | 贝洛斯号     | 6,150 吨 |          |
| 水下科研船   |      | 瑞典 | 弗鲁松号     | 225 吨   |          |